# روريك من دورستاد

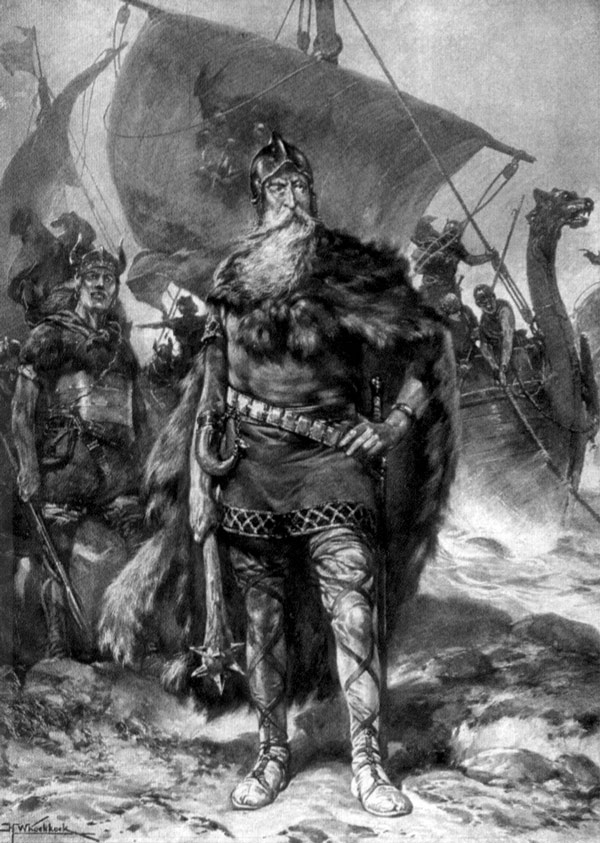
رسم تصوري لروريك

روريك من دورستاد أو Hrørek كان حاكم دنماركي من عصر الفايكنج، حكم أجزاء مختلفة من فريزلاند بين أعوام 841 و873.
ومنذ القرن ال19 كانت هناك محاولات لتعريفه على أنه روريك مؤسس الأسرة المالكة الروسية؛  لكن هذه المزاعم لم تؤكد بعد.

## انظرأيضاً
- روريك
- أسرة روريك
- خودفريد، دوق فريزيا